# Jeff Astle
Jeffrey „Jeff” Astle (ur. 31 maja 1942 w Eastwood, zm. 19 stycznia 2002 w Burton upon Trent) – angielski piłkarz. 5-krotny reprezentant Anglii. Uczestnik mistrzostw świata z roku 1970. Występował na pozycji napastnika

## Kariera
Jeff Astle profesjonalną karierę piłkarską rozpoczął w wieku 17 lat, jako gracz Notts County. Występował na pozycji napastnika. W roku 1964 został wykupiony przez West Bromwich za 25 tysięcy funtów. W sumie dla WBA zdobył 174 bramek, w tym jedną w finale Pucharu Anglii 1968, przeciwko Evertonowi. Był to jedyny gol w tamtym spotkaniu. Dwa lata później strzelił bramkę w wygranym 2:1 meczu finału Pucharu Ligi Angielskiej 1970 z Manchesterem City. Wcześniej, w roku 1966 również strzelił w finale tych rozgrywek przeciwko West Ham United. W sezonie 1969/1970 został, z 25 bramkami na koncie, królem strzelców angielskiej First Division.
W roku 1970 został powołany przez Alfa Ramseya na mistrzostwa świata 1970 w Meksyku. Na tym turnieju rozegrał dwa mecze.
W dalszych latach jego karierę prześladowały kontuzje, w związku z czym w 1974 roku trafił do południowoafrykańskiego zespołu Hellenic FC. Następnie grał w Dunstable Town, gdzie stworzył duet napastników z George’em Bestem – wypożyczonym wtedy z Manchesteru United.

## Śmierć
19 stycznia 2002 Jeff Astle stracił przytomność w domu swojej córki i został przewieziony do szpitala w Burton upon Trent, gdzie w wieku 59 lat zmarł. Przyczyną zgonu była choroba mózgu.